# Coptotermes formosanus
Coptotermes formosanus is een zeer destructieve termietensoort die oorspronkelijk afkomstig is uit het zuiden van China, Japan en Formosa (Taiwan). In de 20e eeuw verspreidde de soort zich naar Zuid-Afrika, Hawai en de Verenigde Staten.